# Postzeitungsvertrieb (DDR)

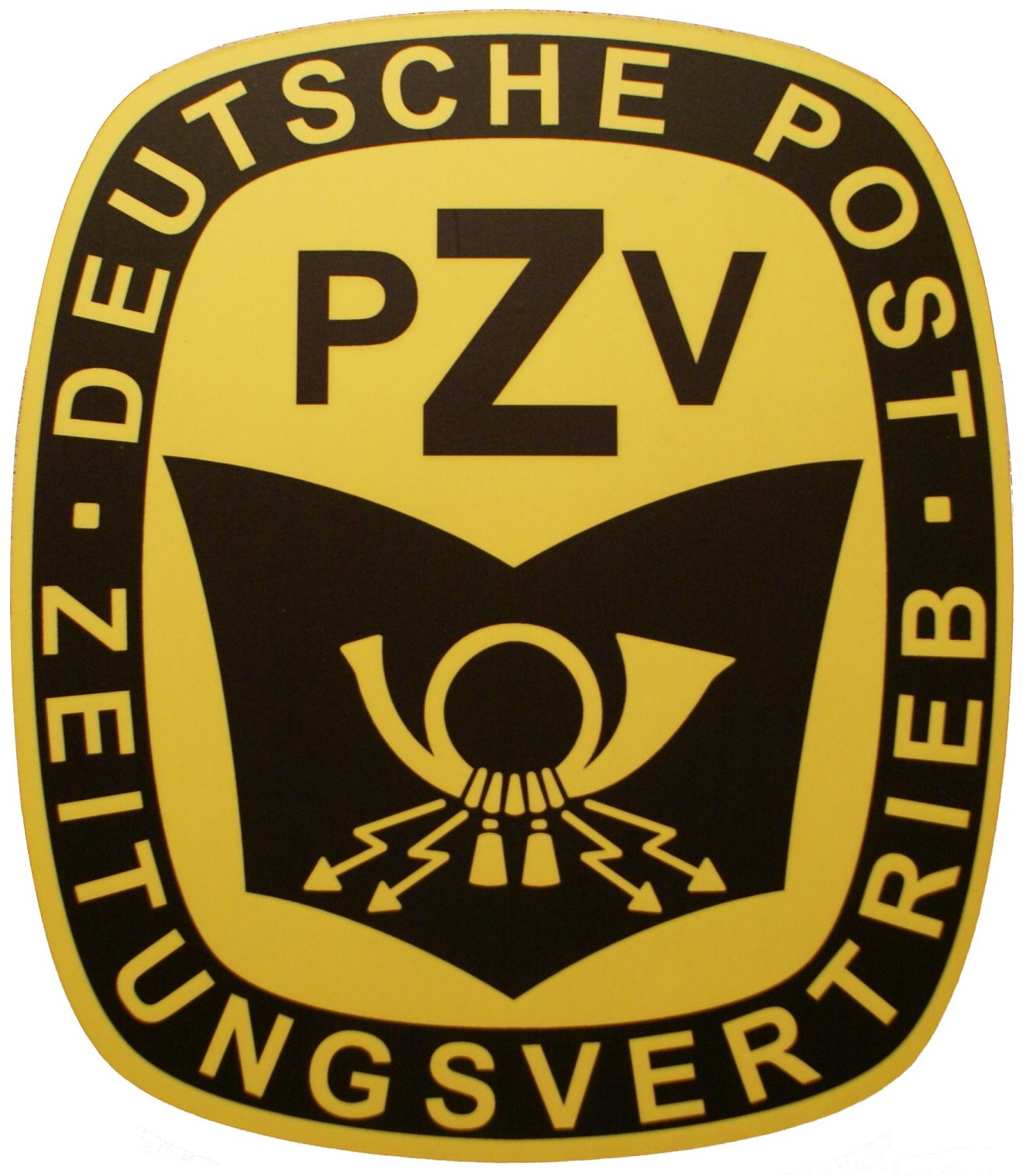
Logo PZV

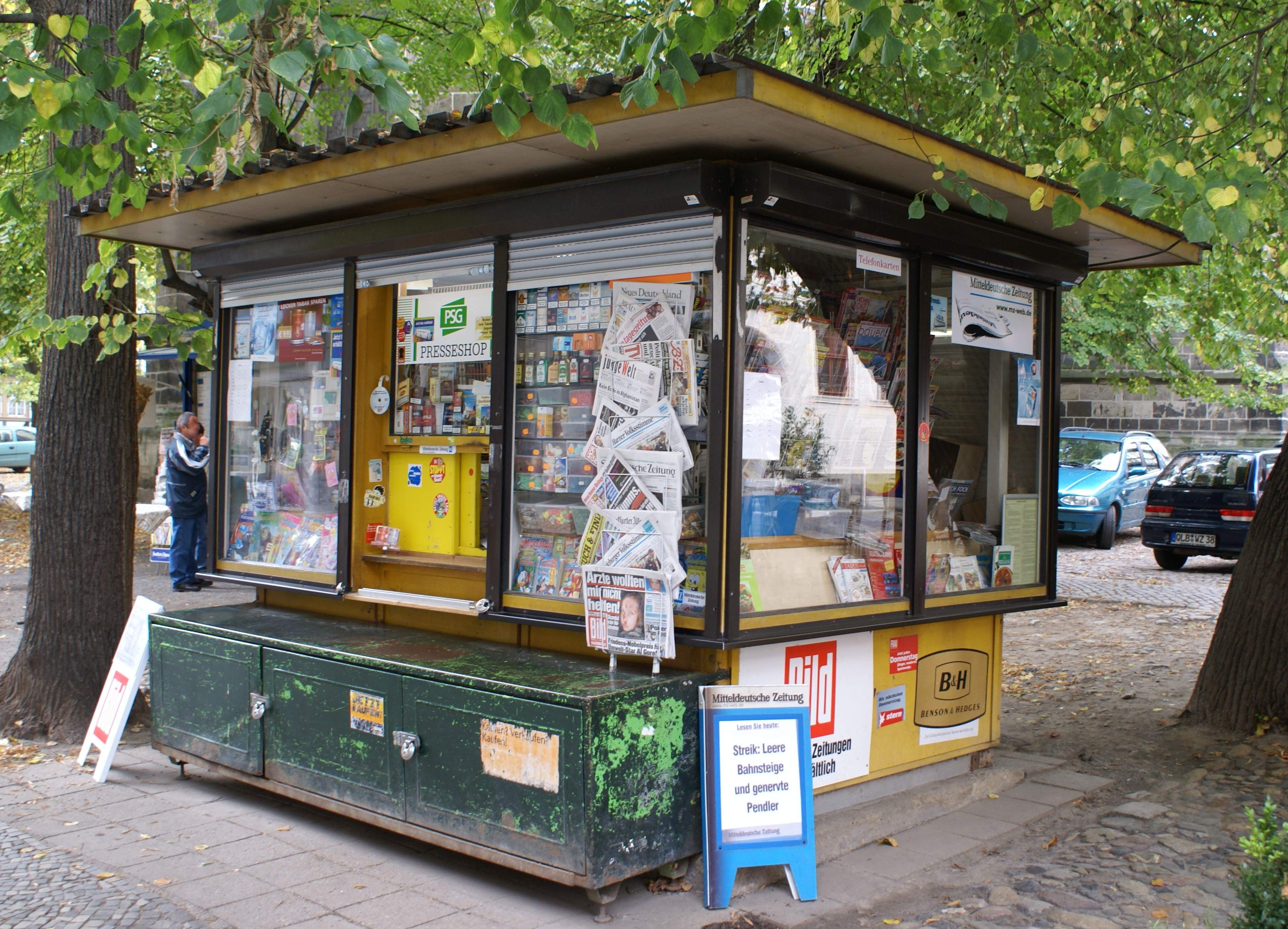
Ehemaliger DDR Zeitungskiosk 2007

Der Postzeitungsvertrieb, abgekürzt PZV, war in der DDR das staatliche Vertriebsorgan für alle Presseerzeugnisse des In- und Auslandes. Gemäß den Paragraphen 2 und 3 des Gesetzes über das Post- und Fernmeldewesen vom 3. April 1959 war die Deutsche Post allein zuständig für die Beförderung und den Vertrieb fortlaufend erscheinender Presseerzeugnisse. Laut Paragraph 3 der Postzeitungsvertriebsordnung vom 3. April 1959 umfasste der Vertrieb von Presseerzeugnissen durch die Deutsche Post alle Tätigkeiten von der Übernahme der Presseerzeugnisse bis zur Aushändigung an den Bezieher. 
Der PZV unterstand den Bezirksdirektionen der Deutschen Post, nachfolgend den Post- und Fernmeldeämtern auf Kreisebene bzw. den Hauptpostämtern in Städten mit selbständigen Fernmeldeämtern. Der Vertrieb erfolgte über den Einzelverkauf, meist über Zeitungskioske oder durch den Verkauf über ein Abonnement. Ein Großteil der Zeitungen und Zeitschriften in der DDR konnten nur in unzureichender Zahl produziert werden. Im Jahr 1985 wurden 5.201.000 Zeitungen und Zeitschriften vertrieben und davon 2.942.000 im Abonnement. Angeboten wurden nur Zeitungen und Zeitschriften, die in der Postzeitungsliste des Zeitungsvertriebsamts (ZVA) geführt wurden. Eine Streichung von dieser Liste kam einem Verbot des Presseerzeugnisses in der DDR gleich, wie z. B. 1988 bei der Zeitschrift Sputnik geschehen.
Der Hauptsitz des PZV war in Ost-Berlin, zum Teil auf dem Gelände des heutigen Postbahnhofs am Ostbahnhof. Der PZV betrieb auch die Werbung für die Presseerzeugnisse. Diese Werbetätigkeit ergab sich aus der gesellschaftlich gestellten Aufgabe der Deutschen Post gemäß Paragraph 12 der Postzeitungsvertriebsordnung. Darüber hinaus war der Postzeitungsvertrieb zuständig für das Erheben der Rundfunkgebühren in der DDR.
Nach dem Ende der DDR im Jahr 1990 gab die Deutsche Bundespost als Rechtsnachfolger den gesamten Zeitungsvertrieb auf und überführte den größten Teil aller Zeitungsverkaufsstellen in den neuen Ländern in die Postdienst Servicegesellschaft. Diese wurde 1998 durch die Handelsgruppe Dr. Eckert übernommen.

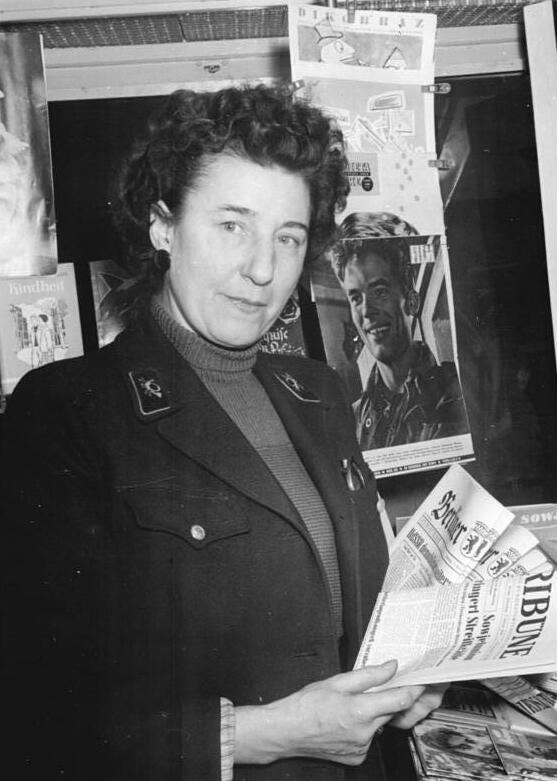
Postzeitungsverkäuferin am Zeitungskiosk am Alexanderplatz, 1958
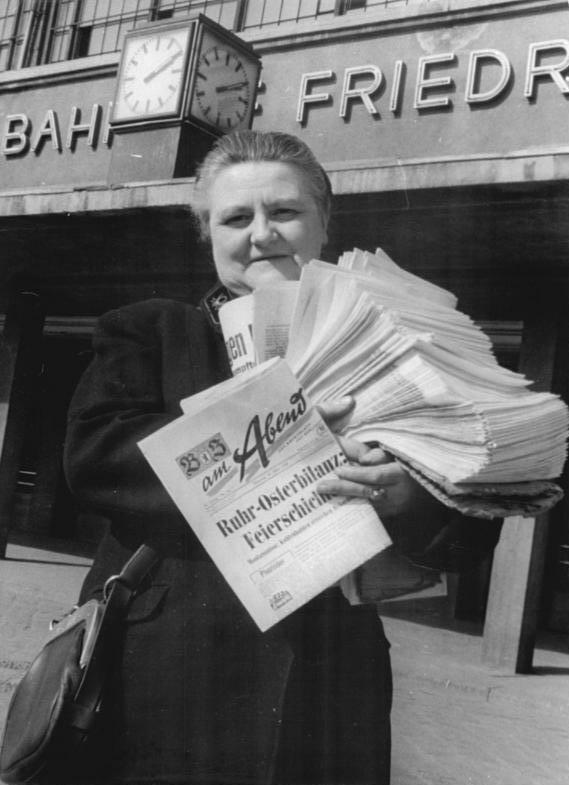
Diese Postzeitungsverkäuferin versah ihren Dienst auf der Nord-Süd-Strecke der S-Bahn Berlin.
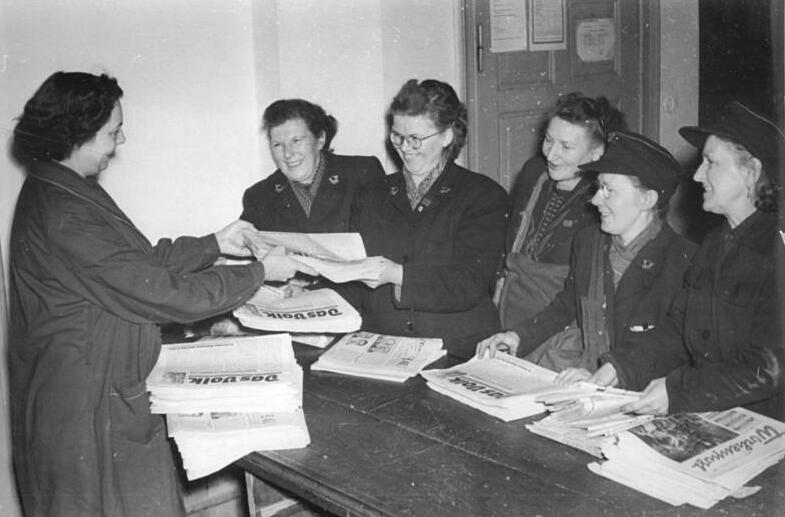